# Талси
Талси (произношение) (на латвийски: Talsi) е град в западна Латвия, намиращ се в историческата област Курземе. До 1917 името на града е Талсен, а в Латвия е известен като Градът на деветте хълма и двете езера.

## История
За първи път Талси е споменат в архивите свързани с участието на балтийци в кръстоносните походи, но до началото на 20 век няма значими събития. През вековете градчето се развива като малък пазарен център в херцогство Курланд. Основната търговия, която се развива по това време е добива на желязо. Градът е почти обезлюден след две чумни епидемии съответно през 1657 и 1710, както и след голям пожар през 1753.
През 19 век в града са открити първите руски и немски училища. През 1917 Талсен се преименува на Талси и получава статут на град. По това време там живеят по-малко от 4000 души, 12% от които са евреи. До началото на Втората световна война Талси се развива като културен център. От 1 юли 1941 до капитулацията на Германия градът е окупиран от нацистите. Значителна част от евреите, живеещи в града са депортирани в концентрационни лагери.
След края на Втората световна война Талси е част от Латвийската ССР. През 1965 в града стратегически се построява завод за обработка на желязо, заради наличието на множество железни ресурси в близост до града. През най-добрите години на фабриката повече от 350 души са ангажирани, а градът изнася продуктите си в целия Съветски съюз, Великобритания и дори и в Монголия. В Талси се обръща голямо внимание на опазването на околната среда, създавайки се множество зелени площи във и около населеното място. Подобряването на жизнения стандарт в Талси позволява по време на социалистическия режим да се развият както инфраструктурата, така и социалните услуги в града, развивайки множество планове за подобряване на живота.
Талси се възползва от забележителностите си и природата в района на града и активно продължава да се развива като туристически център. Градът се слави като Перлата на Курземе и сред латвийците и множеството туристи посещаващи страната е известен като Градът на деветте хълма и двете езера.

## Забележителности
- Дворецът в Талси
- Градската градина Кенинкалнс
- Имението на Барон Фиркс, сега Градски музей Талси
- Протестантската църква в Талси
- Улица Лиела с архитектура от началото на 20 век

## Население
При последното преброяване в града 95% от всички жители са обявили латишка етническа принадлежност. На второ място са руснаците, които са най-многобройната група от всичките 22 малцинства в града. От цялото население 2668 души са до 18 години, докато 2582 души са над 60-годишна възраст.